# Curțile de apel din România
Curțile de apel din România sunt instanțele judecătorești superioare. În prezent funcționează un număr de 15 curți de apel civile și Curtea Militară de Apel București ca și instanțe care verifică legalitatea și temeinicia soluțiilor pronunțate de judecătoriile și tribunalele din raza lor de competență (respectiv tribunalele militare). Soluțiile pronunțate de curțile de apel, cu excepția celor irevocabile, pot fi recurate la Înalta Curte de Casație și Justiție.

## Competență

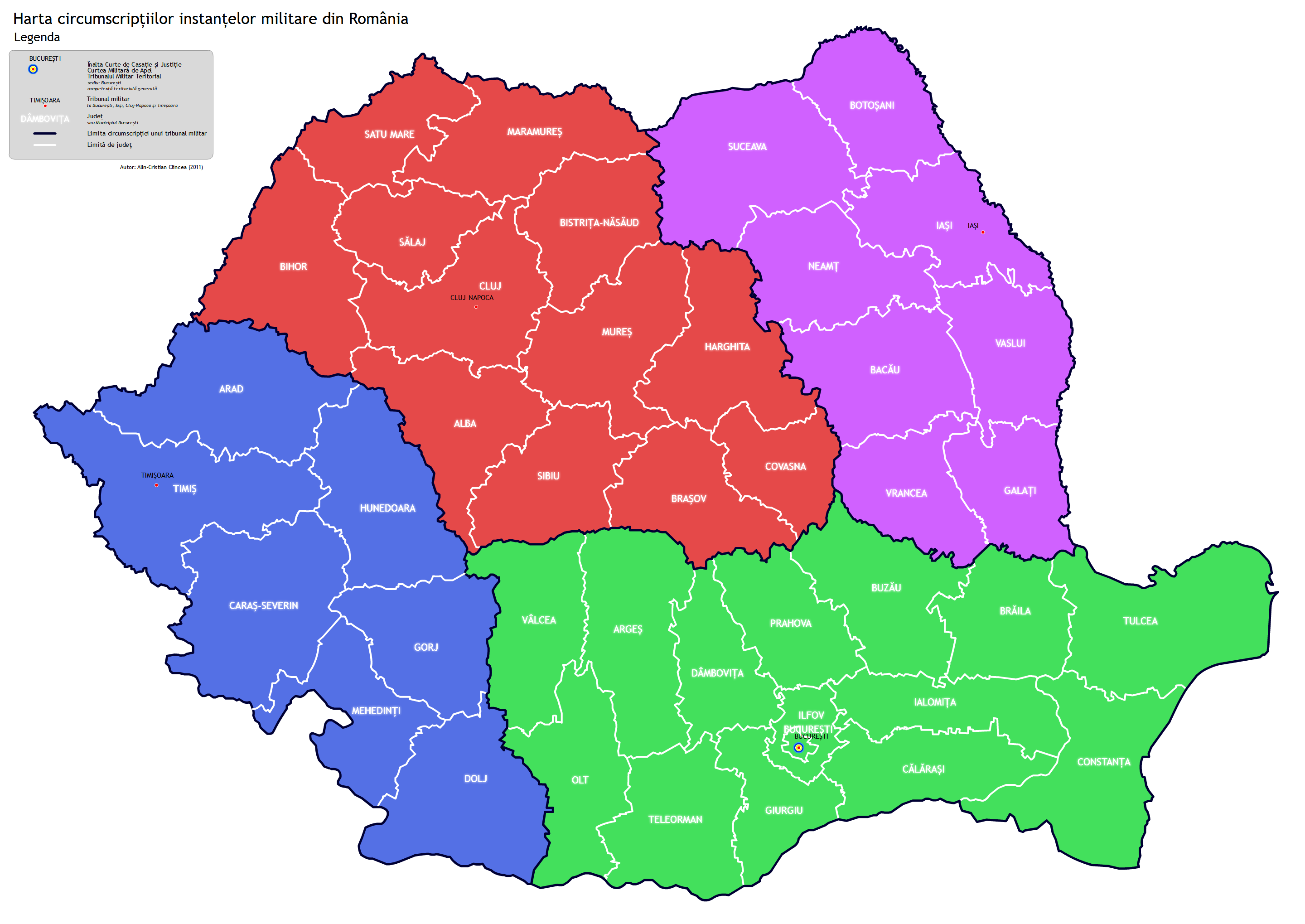
Circumscripțiile instanțelor militare din România

Pe lângă rolul de instanță de control judiciar, curtea de apel are rolul și de primă instanță. În acest sens judecă procesele și cererile formulate în materie de contencios administrativ privind actele autorităților și instituțiilor centrale.

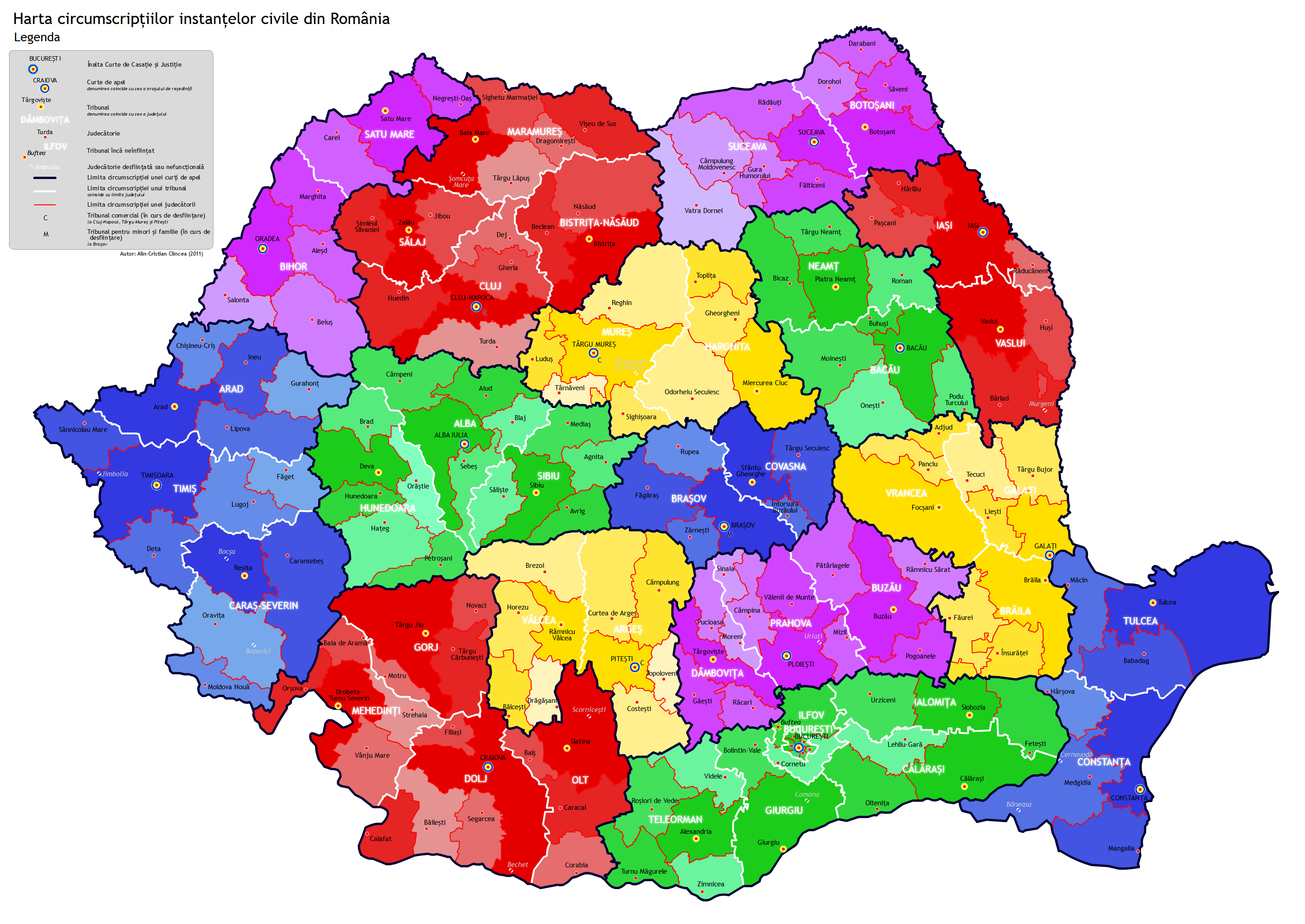
Circumscripțiile instanțelor civile din România

Ca instanță de apel, curtea de apel judecă apelurile declarate împotriva hotărârilor pronunțate de tribunale în primă instanță. La curtea de apel, ca instanță de recurs, se pot introduce recursurile declarate împotriva hotărârilor pronunțate de tribunale în apel sau împotriva hotărârilor pronunțate în primă instanță de tribunale, care potrivit legii, nu sunt supuse apelului, precum și în orice alte cazuri expres prevăzute de lege.
De asemenea, curtea de apel judecă și cererile în orice alte materii date prin lege în competența lor, respectiv conflictele de competență dintre două tribunale, sau între un tribunal și o judecătorie din raza sa teritorială, cererile de recuzare a tuturor judecătorilor de la un tribunal, cererile de îndreptare a greșelilor materiale din propriile hotărâri și încheieri.

## Istoric
În România existau inițial patru curți de apel, înființate prin legea de organizare judecătorească din anul 1890. Prin alipirea Transilvaniei, Banatului, Bucovinei și Basarabiei la Regatul Român, curțile de apel existente în aceste provincii, au fost transformate în curți românești de apel. Astfel numărul curților de apel a crescut în anul 1919 de la patru la douăsprezece. Acestea erau: București, Craiova, Constanța, Galați și Iași (pentru Vechiul Regat), Cluj, Oradea-Mare, Brașov și Târgu Mureș (pentru Transilvania), Timișoara (Banat), Cernăuți (Bucovina) și Chișinău (Basarabia).